# Magni nominis umbra

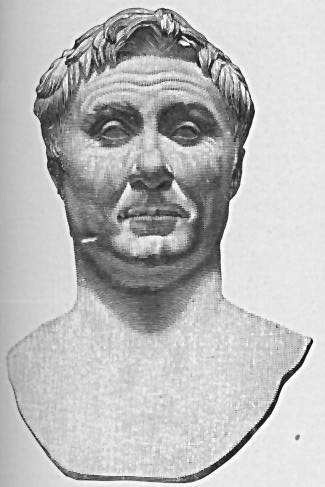
Помпей Великий, ставший под конец жизни «тенью великого имени» (Magni nominis umbra)

Magni nominis umbra (с лат. — «Тень великого имени») — латинское крылатое выражение.
Выражение употребляют, говоря о тех, кому осталось только вспоминать о своём славном прошлом, или о потомках, не достойных своих великих предков.
Первоисточником фразы является поэма «Фарсалия» (I, 134—135) древнеримского поэта Лукана. В ней он говорит о знаменитом римском полководце и политическом деятеле Помпее, пережившим своё величие и славу. Сравнивая соперников — Цезаря и Помпея, Лукан так описывает некогда всесильного и победоносного Помпея
Новых не черпая сил и душой доверяясь чрезмерно 
 прежней счастливой судьбе. То — великого имени призрак (лат. Magni nominis umbra)